# Tenseur des contraintes
Le tenseur des contraintes est un tenseur d'ordre 2 utilisé en mécanique des milieux continus pour caractériser l'état de contrainte, c'est-à-dire les efforts intérieurs mis en jeu entre les portions déformées d'un milieu. Le terme a été introduit par Cauchy vers 1822.
Comme les efforts intérieurs sont définis pour chaque surface coupant le milieu (on parle d'ailleurs également d'efforts surfaciques), le tenseur est défini localement, en chaque point du solide. L'état de contrainte du solide est donc représenté par un champ tensoriel. On parle aussi de ce fait de champ de contrainte.
Dans le cadre de l'élasticité linéaire, le champ de contrainte est relié au champ de déformation par la loi de Hooke généralisée, c'est-à-dire que l'on peut écrire l'équation tensorielle σ = εE où σ désigne le tenseur des contraintes, ε le tenseur des déformations et E le tenseur des constantes élastiques.
Dans le cadre de la géologie structurale et de la tectonique, on parle fréquemment de tenseur des paléo-contraintes. Il représente la partie anisotrope du tenseur des contraintes, responsable des déformations comme les plis, les failles ou les schistosités. La valeur absolue des termes de la matrice n'est pas accessible, mais il est possible de retrouver l'orientation du triaxe principal, ainsi que le rapport d'intensité entre ces trois axes.
Dans certains cas, il est possible de visualiser ces contraintes par la méthode de photoélasticimétrie.

## Construction du tenseur
Dans le cas de certaines sollicitations simples (traction ou compression uniaxiale, flexion, torsion), la contrainte peut être représentée par un simple nombre (scalaire). Dans le cas général, on peut définir une contrainte équivalente (ou effective) qui est aussi un scalaire, mais qui ne définit que très incomplètement l'état de contrainte. Pour le décrire complètement il faut utiliser un tenseur d'ordre 2 ou, dans un référentiel donné, une matrice 3×3.
On prend une base {\displaystyle ({\vec {e_{1}}},{\vec {e_{2}}},{\vec {e_{3}}})} et un point M de la pièce. On considère un cube de matière autour de M, d'arête infinitésimale dx = a, et dont les arêtes sont parallèles aux axes du repère.
On numérote ses faces :

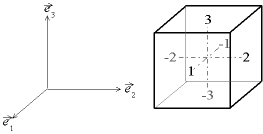
Numérotation des faces du cube.

les faces i et −i sont les faces normales à {\displaystyle {\vec {e_{i}}}}, en partant du centre du cube, {\displaystyle {\vec {e_{i}}}} pointe vers i, la face −i étant la face opposée.
On ne considère d'abord que les faces numérotées positivement. En effet par la troisième loi de Newton (principe d'action-réaction), les forces sur des faces opposées sont elles aussi opposées.

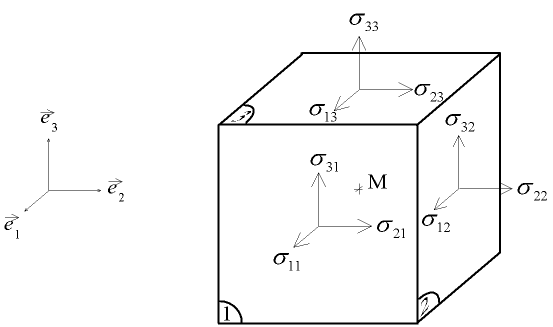
Indices des composantes du tenseur.

Sur la face j s'exerce un vecteur-force {\displaystyle {\vec {\mathrm {F} }}_{j}} qui a trois composantes :
{\displaystyle {\vec {\mathrm {F} }}_{j}={\begin{pmatrix}F_{1j}\\F_{2j}\\F_{3j}\end{pmatrix}}},
Fij étant la composante selon {\displaystyle {\vec {e_{i}}}} du vecteur-force s'exerçant sur la face j.
La surface de chaque facette étant a2, on peut définir neuf composantes σij homogènes à des contraintes :
{\displaystyle \sigma _{ij}={\frac {F_{ij}}{a^{2}}}}
On décrit donc l'état de contrainte par le tenseur :
{\displaystyle \mathrm {T} (\mathrm {M} )={\begin{pmatrix}\sigma _{11}&\sigma _{12}&\sigma _{13}\\\sigma _{21}&\sigma _{22}&\sigma _{23}\\\sigma _{31}&\sigma _{32}&\sigma _{33}\\\end{pmatrix}}}
T est un tenseur d'ordre 2, à 3 lignes et 3 colonnes. Il est défini localement pour un point M donné.
En mécanique, on n'utilise pas toujours la notation généralisée {\displaystyle ({\vec {e_{i}}})} pour la base. Si l'on note la base {\displaystyle ({\vec {x}},{\vec {y}},{\vec {z}})}, les composantes du tenseur se notent alors :
{\displaystyle \mathrm {T} (\mathrm {M} )={\begin{pmatrix}\sigma _{xx}&\sigma _{xy}&\sigma _{xz}\\\sigma _{yx}&\sigma _{yy}&\sigma _{yz}\\\sigma _{zx}&\sigma _{zy}&\sigma _{zz}\\\end{pmatrix}}}
Les termes hors diagonale correspondant à du cisaillement, on les note souvent τij, les composantes du tenseur se notent alors :
{\displaystyle \mathrm {T} (\mathrm {M} )={\begin{pmatrix}\sigma _{xx}&\tau _{xy}&\tau _{xz}\\\tau _{yx}&\sigma _{yy}&\tau _{yz}\\\tau _{zx}&\tau _{zy}&\sigma _{zz}\\\end{pmatrix}}}

### Conventions de signe
L'exposé ci-dessus est le plus naturel en termes de construction mathématique. On remarque que les contraintes normales (les éléments diagonaux du tenseur) sont positives quand le cube considéré subit une extension, et négatives quand il subit une compression. Ce choix est généralement adopté dans les articles et ouvrages de mécanique des milieux continus.
On trouve toutefois aussi la convention de signe contraire (contraintes normales positives en compression, négatives en extension), notamment dans les articles et ouvrages de sciences de la Terre, les roches situées à grande profondeur étant presque toujours en compression. Le signe des éléments non diagonaux du tenseur est également permuté. Dans l'exposé ci-dessus cela correspond à définir {\displaystyle F_{ij}} comme la valeur algébrique de la force {\displaystyle {\vec {\mathrm {F} }}_{ij}} exercée sur la face −i au lieu de i.
La convention de signe n'est pas toujours indiquée dans les textes, mais il est facile de voir laquelle a été adoptée à partir des commentaires du texte, notamment quand il est question de pression.

## Symétrie du tenseur des contraintes
Le tenseur des contraintes est toujours symétrique, c'est-à-dire que :
{\displaystyle \sigma _{ij}=\sigma _{ji}}
ce qui traduit l'équilibre en moment d'un volume infinitésimal.
Le tenseur s'écrit donc :
{\displaystyle \mathrm {T} _{ij}={\begin{pmatrix}\sigma _{11}&\sigma _{12}&\sigma _{13}\\\sigma _{12}&\sigma _{22}&\sigma _{23}\\\sigma _{13}&\sigma _{23}&\sigma _{33}\\\end{pmatrix}}}.
Du fait de cette symétrie, on peut écrire le tenseur comme un vecteur, selon la notation de Voigt : en définissant
- σ1 = σ11, σ2 = σ22, σ3 = σ33 ;
- σ4 = σ23 = σ32, σ5 = σ13 = σ31, σ6 = σ12 = σ21 ;

On peut alors mettre le tenseur sous la forme :
{\displaystyle \mathrm {T} _{i}={\begin{pmatrix}\sigma _{1}\\\sigma _{2}\\\sigma _{3}\\\sigma _{4}\\\sigma _{5}\\\sigma _{6}\\\end{pmatrix}}}.
Ceci facilite l'écriture de la loi de Hooke généralisée. On voit aussi que l'espace des contraintes est un espace vectoriel à six dimensions.

## Contrainte moyenne et pression isostatique
La contrainte moyenne est la moyenne arithmétique des contraintes normales, donc le tiers de la trace du tenseur :
{\displaystyle {\bar {\sigma }}={\frac {\mathrm {tr} (\mathrm {T} )}{3}}={\frac {\sigma _{11}+\sigma _{22}+\sigma _{33}}{3}}}
Sa valeur ne dépend pas du repère {x, y, z} utilisé (la trace est un invariant du tenseur).
La pression isostatique p est la pression hydrostatique qui, dans le cas d'un matériau isotrope, produirait la même variation de volume (par rapport à l'état de repos) que le tenseur des contraintes T :
- avec la convention usuelle de la mécanique des milieux continus (contraintes normales positives en extension) :
{\displaystyle p=-{\bar {\sigma }}} ;
- avec la convention contraire (contraintes normales positives en compression) :
{\displaystyle p={\bar {\sigma }}}.

La pression isostatique est une généralisation de la notion de pression hydrostatique dans les liquides. En sciences de la Terre, on parle de pression lithostatique (avec souvent la convention des contraintes normales positives en compression).

## Principe de la coupure
Une manière simple de déterminer le tenseur des contraintes consiste à employer le « principe de la coupure ». Il s'agit d'une opération de pensée dans laquelle on scie l'objet selon un plan donné.
On suppose un solide se déformant sous l'effet de deux forces extérieures opposées. Si l'on coupe le solide en deux et que l'on sépare les moitiés, alors chaque moitié n'est soumise qu'à une seule force et donc n'est plus déformée mais mise en mouvement. Pour que chaque moitié retrouve sa déformation, il faut exercer une pression sur chacune des faces de la coupure.
Lorsqu'il y a des symétries évidentes à un problème, le choix de plans de coupe judicieux permet de déterminer de manière simple le tenseur des contraintes. C'est ainsi que l'on peut déterminer que dans le cas de la torsion d'un tube, on a un cisaillement pur.

## Calcul des vecteurs-contrainte

Tétraèdre permettant de calculer le vecteur-contrainte normal à une face quelconque

On considère le petit élément de volume {\displaystyle d\tau } délimité par le tétraèdre de sommets O, (dx1,0,0), (0,dx2,0), (0,0,dx3). Les vecteurs normaux aux faces sont donc {\displaystyle {\vec {e}}_{1},{\vec {e}}_{2},{\vec {e}}_{3}} et le vecteur de composantes {\displaystyle (1/\mathrm {d} x_{1},1/\mathrm {d} x_{2},1/\mathrm {d} x_{3})}. La force {\displaystyle {\vec {\mathrm {F} }}} s'exerçant sur une face vérifie
{\displaystyle {\vec {\mathrm {F} }}=\mathrm {T} \cdot {\vec {n}}}
où {\displaystyle {\vec {n}}} le vecteur caractéristique de la face, c'est-à-dire le vecteur normal ayant pour norme l'aire de la face.
On a par exemple sur la face [O, (dx1,0,0), (0,dx2,0)], la relation 
{\displaystyle {\vec {\mathrm {F} }}={\begin{pmatrix}\mathrm {F} _{1}\\\mathrm {F} _{2}\\\mathrm {F} _{3}\end{pmatrix}}={\begin{pmatrix}\sigma _{11}&\sigma _{12}&\sigma _{13}\\\sigma _{12}&\sigma _{22}&\sigma _{23}\\\sigma _{13}&\sigma _{23}&\sigma _{33}\\\end{pmatrix}}\cdot {\begin{pmatrix}0\\0\\{\frac {1}{2}}\,\mathrm {d} x_{1}\,\mathrm {d} x_{2}\\\end{pmatrix}}}

## Contraintes principales
Puisque le tenseur des contraintes est une matrice symétrique réelle, il existe (au moins) une base orthonormée de l'espace dans laquelle le tenseur des contraintes est une matrice diagonale :
{\displaystyle \mathrm {T} _{ij}={\begin{pmatrix}\sigma _{1}&0&0\\0&\sigma _{2}&0\\0&0&\sigma _{3}\\\end{pmatrix}}}.
Les valeurs σ1, σ2 et σ3 sont appelées contraintes principales (il ne faut pas les confondre avec les contraintes en notation de Voigt).
On rencontre également souvent la notation :
{\displaystyle \mathrm {\overset {=}{\sigma }} ={\begin{pmatrix}\sigma _{\mathrm {I} }&0&0\\0&\sigma _{\mathrm {II} }&0\\0&0&\sigma _{\mathrm {III} }\\\end{pmatrix}}_{({\overrightarrow {\mathrm {I} }},{\overrightarrow {\mathrm {II} }},{\overrightarrow {\mathrm {III} }})}}
où σI, σII et σIII sont les contraintes principales et {\displaystyle ({\overrightarrow {\mathrm {I} }},{\overrightarrow {\mathrm {II} }},{\overrightarrow {\mathrm {III} }})} un repère principal, c'est-à-dire un repère dans lequel la représentation matricielle du tenseur est diagonale.

## Invariants du tenseur des contraintes
Les contraintes principales {\displaystyle \sigma _{1}}, {\displaystyle \sigma _{2}} et {\displaystyle \sigma _{3}} permettent de déterminer les invariants du tenseur, c'est-à-dire les grandeurs caractéristiques qui ne dépendent pas de la base choisie :
{\displaystyle \mathrm {I} _{1}=\mathrm {tr} (\mathrm {T} _{ij})=\sigma _{1}+\sigma _{2}+\sigma _{3}\;} ;
{\displaystyle \mathrm {I} _{2}=\mathrm {tr} [\mathrm {com} (\mathrm {T} _{ij})]={\frac {1}{2}}[\mathrm {tr} (\mathrm {T} _{ij})^{2}-\mathrm {tr} (\mathrm {T} _{ij}\mathrm {T} _{ij}^{T})]=\sigma _{1}\sigma _{2}+\sigma _{2}\sigma _{3}+\sigma _{3}\sigma _{1}} ;
{\displaystyle \mathrm {I} _{3}=\mathrm {det} (\mathrm {T} _{ij})=\sigma _{1}\sigma _{2}\sigma _{3}\;}.
On peut remarquer qu'on a :
{\displaystyle p={\frac {\mathrm {I} _{1}}{3}}}

## Déviateur
Le tenseur des contraintes peut se décomposer en une somme de deux tenseurs : le déviateur (sij ) et la pression isostatique p ⋅ (δij ) :
{\displaystyle \mathrm {T} _{ij}={\begin{pmatrix}s_{11}&s_{12}&s_{13}\\s_{12}&s_{22}&s_{23}\\s_{13}&s_{23}&s_{33}\\\end{pmatrix}}+{\begin{pmatrix}p&0&0\\0&p&0\\0&0&p\\\end{pmatrix}}}.
Cette décomposition simplifie l'expression des énergies de déformation élastique, de changement de volume et de distorsion.
Le déviateur a les mêmes directions principales que le tenseur des contraintes, on a alors dans ce repère :
{\displaystyle s_{ij}={\begin{pmatrix}s_{1}&0&0\\0&s_{2}&0\\0&0&s_{3}\\\end{pmatrix}}}.
On peut définir des invariants pour le déviateur :
{\displaystyle \mathrm {J} _{1}=s_{1}+s_{2}+s_{3}=\mathrm {tr} (s_{ij})=0} ;
{\displaystyle \mathrm {J} _{2}=-s_{1}s_{2}-s_{2}s_{3}-s_{1}s_{3}} ;
{\displaystyle \mathrm {J} _{3}=s_{1}s_{2}s_{3}=\mathrm {det} (s_{ij})}.
On peut noter qu'on a aussi :
{\displaystyle \mathrm {J} _{1}=s_{11}+s_{22}+s_{33}} ;
{\displaystyle {\begin{aligned}\mathrm {J} _{2}&={\tfrac {1}{2}}\sum _{i,j}s_{ij}s_{ji}\\&={\tfrac {1}{2}}(s_{1}^{2}+s_{2}^{2}+s_{3}^{2})\\&={\tfrac {1}{6}}\left((\sigma _{11}-\sigma _{22})^{2}+(\sigma _{22}-\sigma _{33})^{2}+(\sigma _{33}-\sigma _{11})^{2}+6(\sigma _{12}^{2}+\sigma _{23}^{2}+\sigma _{13}^{2})\right)\\&={\tfrac {1}{6}}\left((\sigma _{1}-\sigma _{2})^{2}+(\sigma _{2}-\sigma _{3})^{2}+(\sigma _{1}-\sigma _{3})^{2}\right)\\&={\tfrac {1}{3}}\mathrm {I} _{1}^{2}-\mathrm {I} _{2}\\\end{aligned}}} ;
{\displaystyle {\begin{aligned}\mathrm {J} _{3}&={\tfrac {1}{3}}\sum _{i,j,k}s_{ij}s_{jk}s_{ki}\\&={\tfrac {1}{3}}(s_{1}^{3}+s_{2}^{3}+s_{3}^{3})\\&=s_{1}s_{2}s_{3}\\&={\tfrac {2}{27}}\mathrm {I} _{1}^{3}-{\tfrac {1}{3}}\mathrm {I} _{1}\mathrm {I} _{2}+\mathrm {I} _{3}\end{aligned}}}.
Ces invariants sont utiles pour définir le domaine élastique et la contrainte de comparaison.

## Contrainte équivalente
Il est souvent utile de synthétiser le tenseur des contraintes par un scalaire, appelé « contrainte équivalente », σe :
{\displaystyle \sigma _{e}=f(\sigma _{ij})}
On peut ensuite comparer cette valeur avec les paramètres du matériau établis par l'essai de traction uniaxial, et notamment la limite d'élasticité Re et la résistance à la traction Rm. Les deux contraintes équivalentes les plus utilisées sont celles de Tresca et de von Mises.
Cette approche est toutefois insuffisante dans les cas d'endommagement complexe, comme la fatigue pour des contraintes triaxiales.

## Triaxialité des contraintes
La triaxialité des contraintes, notée η (lettre grecque « êta »), est le rapport entre la contrainte isostatique et la contrainte équivalente de von Mises :
{\displaystyle \eta ={\frac {{\frac {1}{3}}\mathrm {Tr} ({\overline {\overline {\sigma }}})}{\sigma _{eq}^{VM}}}}
Ce paramètre est important dans l'étude de l'endommagement et de la mécanique de la rupture. Dans les cas simples, on a :
- cisaillement pur : {\displaystyle \eta =0}
- traction uniaxiale : {\displaystyle \eta =0{,}33}
- équi-bitraction : {\displaystyle \eta =0{,}66}
- compression uniaxiale : {\displaystyle \eta =-0{,}33}
- pression hydrostatique : {\displaystyle \eta \rightarrow -\infty }

## Linéarisation des contraintes
La linéarisation des contraintes est une méthode utilisée pour l'étude des enveloppes minces et en particulier des appareils sous pression. Elle consiste à décomposer le tenseur des contraintes en une contrainte de membrane et une contrainte de flexion.
Pour cela, on définit une ligne perpendiculaire à la surface libre, désignée ci-dessous comme l'axe x, et dont la longueur L est l'épaisseur de la paroi :
contrainte de membrane : {\displaystyle \sigma _{\mathrm {m} }={\frac {1}{\mathrm {L} }}\int _{0}^{\mathrm {L} }\sigma (x)\cdot \mathrm {d} x}
contrainte de flexion : {\displaystyle \sigma _{\mathrm {f} }={\frac {12}{\mathrm {L} ^{3}}}\int _{0}^{\mathrm {L} }\sigma (x)\cdot x\cdot \mathrm {d} x}
où σ est une composante du tenseur des contraintes. On linéarise ainsi chaque composante du tenseur.